# São Manoel do Paraná
São Manoel do Paraná é um município brasileiro do estado do Paraná. Sua população estimada em 2010 era de 2.098 habitantes. O nome é em homenagem a São Manoel, um santo e mártir católico persa, porém a padroeira do município é Nossa Senhora do Rocio.